# Історія Всесвітньої мережі
Всесві́тнє павути́ння або Всесві́тня мере́жа (англ. World Wide Web, скорочено: WWW; іноді всемере́жжя, веб) — глобальне інформаційне середовище, до якого користувачі можуть отримати доступ через комп'ютери підключені до інтернету. Цей термін часто помилково використовується як синонім Інтернету, але веб — це служба, яка працює через Інтернет, так само, як електронна пошта або Usenet. Історія Інтернету та історія гіпертексту сягають значно далі, ніж Всесвітня мережа.